# Carlos Sala
Carlos Sala, född den 20 mars 1960 i Barcelona, är en spansk före detta friidrottare som tävlade i häcklöpning.
Salas främsta meriter är från europeiska mästerskap. Han vann två bronsmedaljer. Dels utomhus på 110 meter häck vid EM 1986 i Stuttgart och dels inomhus vid EM 1988 i Budapest.
Förutom medaljerna så var han i VM-final utomhus 1987 i Rom på 110 meter häck där han slutade på sjätte plats. Han var även i final vid Olympiska sommarspelen 1984 där han slutade på sjunde plats.

## Personliga rekord
- 60 meter häck - 7,78 från 1991
- 110 meter häck - 13,44 från 1987